# 康佳集团

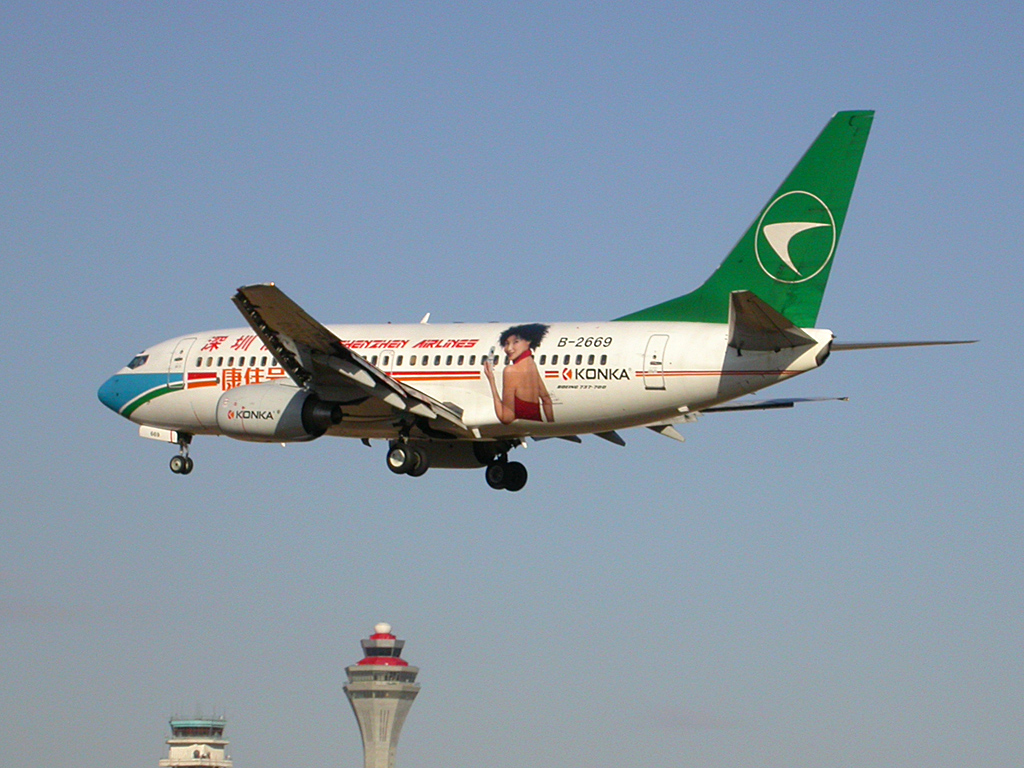
印有康佳代言人张曼玉的深圳航空波音737（旧涂装），又称康佳号

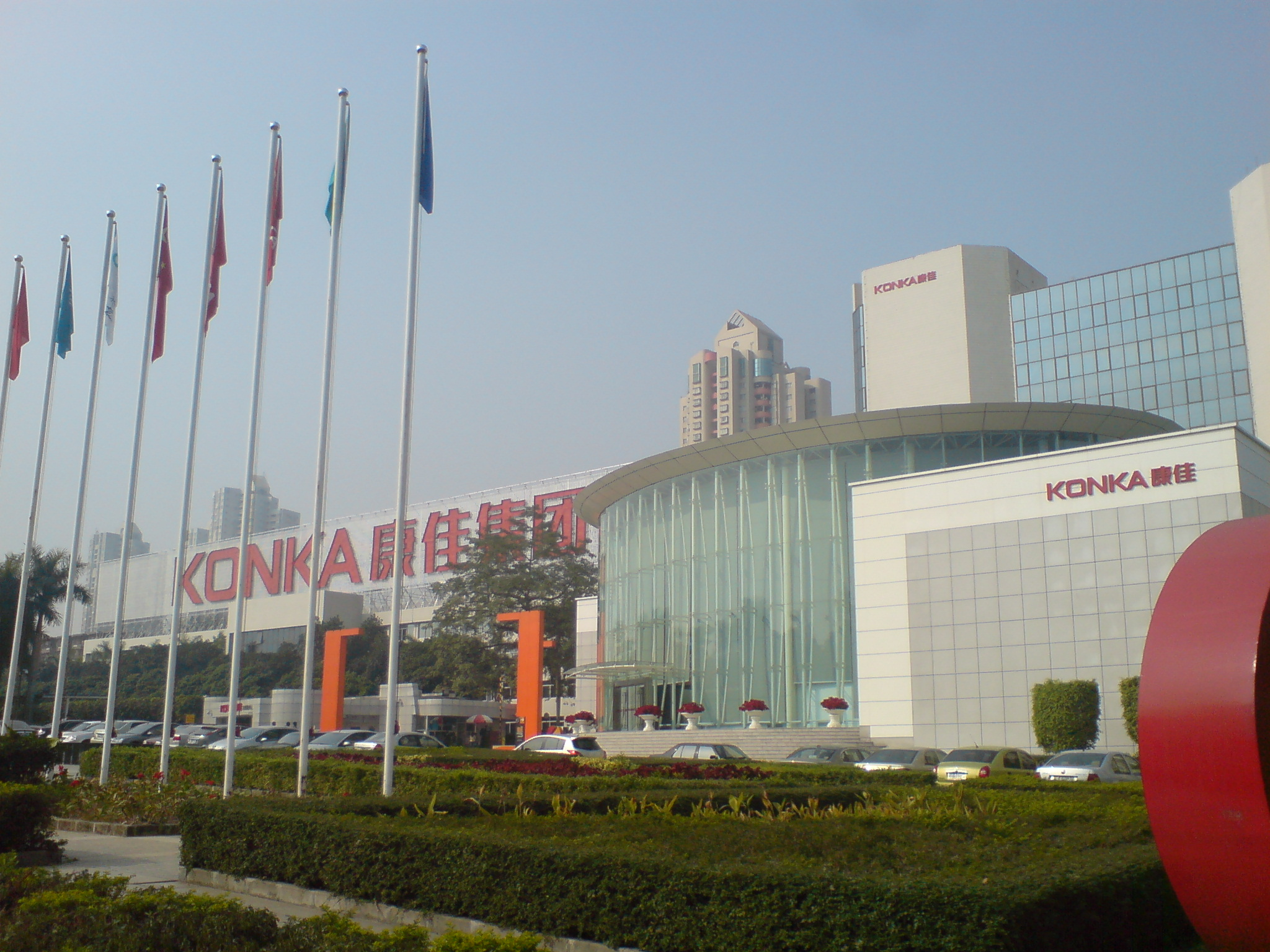
康佳集团位于华侨城东部工业区的旧总部（已拆除）

康佳集团股份有限公司（英語：Konka Group Co., Ltd.；深交所：000016/200016，简称：深康佳A/深康佳B），简称康佳集团或康佳，是中国一家从事电子电器制造的公司，成立于1980年5月21日，前身是1980年代中国改革开放后诞生的第一家中外合资电子企业“广东光明华侨电子工业公司”，1991年改组为股份制公司。總部位於中國深圳特區華僑城。康佳集团主要生产电视机、手机、白色家电、生活电器、LED、机顶盒，还开发房地产，集团第一大股东为华润集团。

## 歷史
- 1979年4月2日，由广东省华侨企业公司与香港港华电子企业有限公司合作开设了“光明华侨电工厂”，在广州签约成立，厂址设在宝安县光明华侨农场（现光明新区）。12月25日，国家外国投资管理委员会第25号文批准合资兴建“廣東光明華僑電子工業公司”，为康佳集團的前身，是1980年代中国改革开放后诞生的第一家中外合资电子企业。
- 1980年3月4日，光明华侨电工厂与光明华侨电子工业公司召开财产移交会议；5月16日，工厂迁至深圳市沙河工业区（现华侨城）；5月21日，公司正式投产经营，当时只生产双声道收音、录音机芯。1980年11月，“康佳”商标正式注册并开始使用，此后开始生产收放机。
- 1984年，光明华侨电子工业公司开始生产电视机，第一条电视机整机生产线建成投入批量生产，第一批生产了14寸7701A彩电、14寸7701D遥控彩电各500台。
- 1987年11月16日，光明华侨电子工业公司开始试产组合音响产品；此后，光明华侨电子工业公司更名为“深圳康佳电子有限公司”。
- 1991年12月24日，康佳公司改组为股份制公司，并开始招股；1991年12月31日起更名为深圳康佳电子（集团）股份有限公司。
- 1992年3月27日，康佳A、B股股票正式在深圳证券交易所挂牌上市[4]。
- 1994年11月8日，康佳与中国房地产开发深圳公司投资兴建的景苑大厦顺利封顶。
- 1995年9月15日，“深圳康佳电子（集团）股份有限公司”正式更名为“康佳集团股份有限公司”。
- 1997年4月14日，“康佳”商标被国家工商总局认定为“中国驰名商标”。
- 1998年9月1日，中国国内权威统计机构调查结果显示，康佳彩电中国市场占有率跃居第一位。
- 2000年12月1日，康佳彩电出口突破100万台，居全国同行首位。
- 2004年5月21日，康佳研究院正式成立。
- 2015年，康佳集团总部正式迁至位于粤海街道科技园新落成的康佳研发大厦，员工也开始陆续搬迁。位于华侨城内的深南大道9008号的老总部也于同年10月拆除，而老总部所在地将进行更新改造，建设成集顶级商务公寓、超甲级写字楼、高品位精品超市、特色餐饮、多元零售购物、高科技体验等于一体的开放式、花园式城市综合体“康侨佳城”[5][6]。
- 2018年6月30日，康佳集团以4.55亿元人民币的价格竞得新飞电器100%股权，同时购得其品牌、专利以及相关固定资产[7]。
- 2025年4月，康佳集团公告称，华侨城集团及其一致行动人所持有的康佳集团全部股份无偿划转给华润集团关联公司磐石润创，实际控制人不变。7月3日，国家市场监督管理总局公告称已批准此次股权收购案[8]。7月11日，华润收购康佳股权完成[9]。

## 主要子公司
- 东莞康佳电子有限公司
- 安徽康佳电子有限公司
- 重庆康佳电子有限公司
- 昆山康佳电子有限公司
- 深圳康佳通讯科技有限公司
- 河南新飞电器有限公司
- 香港康佳有限公司

## 产品

康佳牌電視

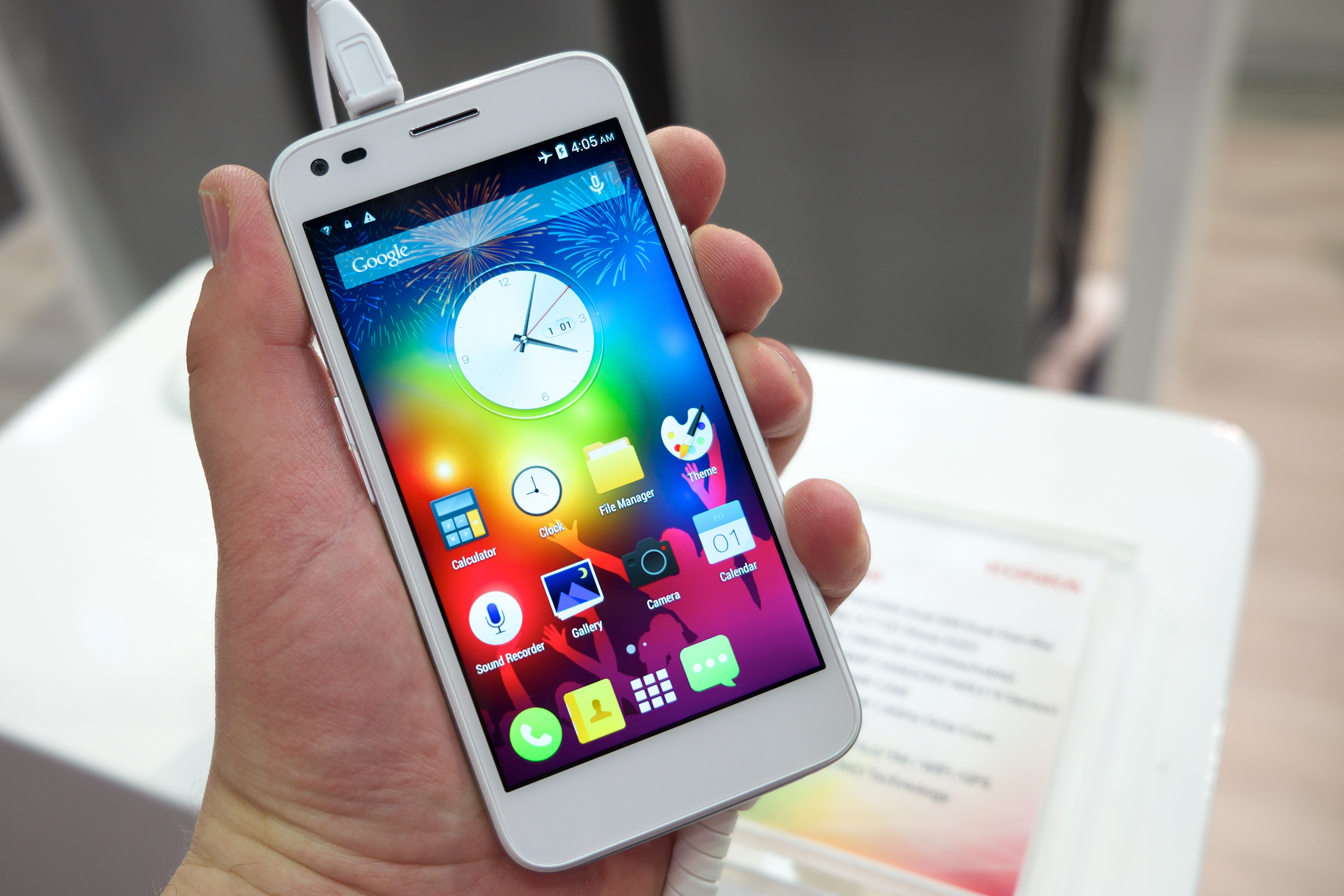
康佳1300手機

- 电视机
- 白色家电
  - 冰箱
  - 冷柜
  - 洗衣机
  - 空调
- 手机
- 机顶盒
- 生活电器
  - 电压力锅
  - 电饭煲
  - 电磁炉
  - 电陶炉
  - 豆浆机
  - 电热水壶
  - 料理棒
  - 净水器
  - 空气净化器
  - 榨汁机
- 厨卫电器
  - 抽油烟机
  - 燃气灶
  - 消毒柜
  - 壁挂炉
- 房地产